# V5125 Sagittarii
V5125 Sagittarii eller OGLE-TR-10 är en ensam stjärna i den mellersta  delen av stjärnbilden Skytten belägen nära Vintergatans centrum. Den har en skenbar magnitud av ca 15,8 och kräver ett kraftfullt teleskop för att kunna observeras. Baserat på parallax enligt Gaia Data Release 3 på ca 0,802 mas beräknas den befinna sig på ett avstånd på ca 4 100 ljusår (ca 1 250 parsek) från solen.

## Egenskaper
V5125 Sagittarii är en gul till orange stjärna i huvudserien av spektralklass av G2 V,. Den har en massa motsvarande ca 1,2 solmassor, en radie motsvarande ca 1,2 solradier och har en effektiv temperatur av ca 4 100 K. Stjärnan är listad som en förmörkelsevariabel med förmörkelsen på grund av planetpassage som noterats i upptäcktsrapporten.

## Planetsystem
V5125 Sagittarii är värd för exoplaneten OGLE-TR-10b, en transitplanet som upptäcktes av undersökningen Optical Gravitational Lensing Experiment (OGLE) 2002.
| Planet | Massa          | Halv storaxel (AE) | Siderisk omloppstid (d) | Excentricitet | Inklination | Radie |
| ------ | -------------- | ------------------ | ----------------------- | ------------- | ----------- | ----- |
| b      | 0,63 ± 0,14 MJ | 0,04162 ± 0,00004  | 3,10129 ± 0,00001       | 0             | -           | -     |